# Monstruo

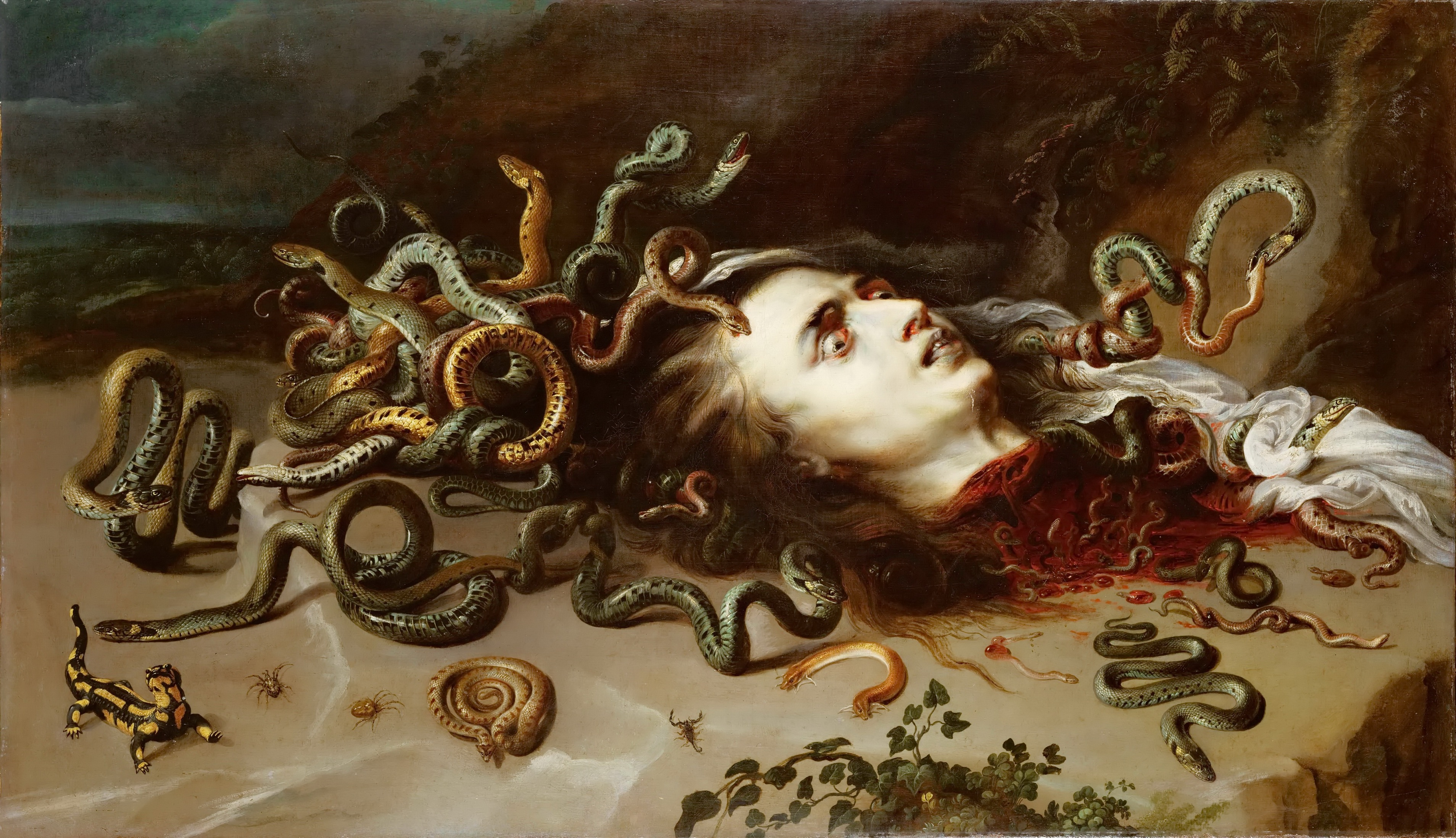
La cabeza de Medusa por Peter Paul Rubens, alrededor del año 1618.

Un monstruo (del latín  monstrum) es un concepto muy amplio ligado a la mitología y la ficción aplicado a cualquier ser que presente características, por lo general negativas, ajenas al orden regular de la naturaleza. Los monstruos se describen como seres híbridos que pueden combinar elementos humanos, animales y necrológicos, así como tamaño anormal y facultades sobrenaturales. El término se reserva para seres que inspiran miedo o repugnancia. También suele utilizarse como descalificativo, para referirse a personas cuyos actos van en contra de los valores morales propios. Asimismo, puede usarse de modo positivo, para referirse a personas que destacan en alguna disciplina.

## Mitología griega
Los monstruos de la mitología griega suele combinar algunos elementos realistas de varias criaturas existentes y otras características imaginarias. Generalmente, aparecen en papeles secundarios en las leyendas griegas, siendo un obstáculo para los grandes héroes que deben superar. Son sin duda los más famosos y reconocidos, como:
- El Cíclope: gigante de un solo ojo.

- Medusa: una especie de Gorgona con serpientes sobre su cabeza a modo de cabellos.

- Cerbero: un perro gigante con tres cabezas y cola de serpiente.

- La Hidra: un monstruo acuático con tres cabezas de serpiente.

- El Minotauro: que poseía cuerpo de humano y cabeza de toro.El Minotauro (1885), de George F. Watts.

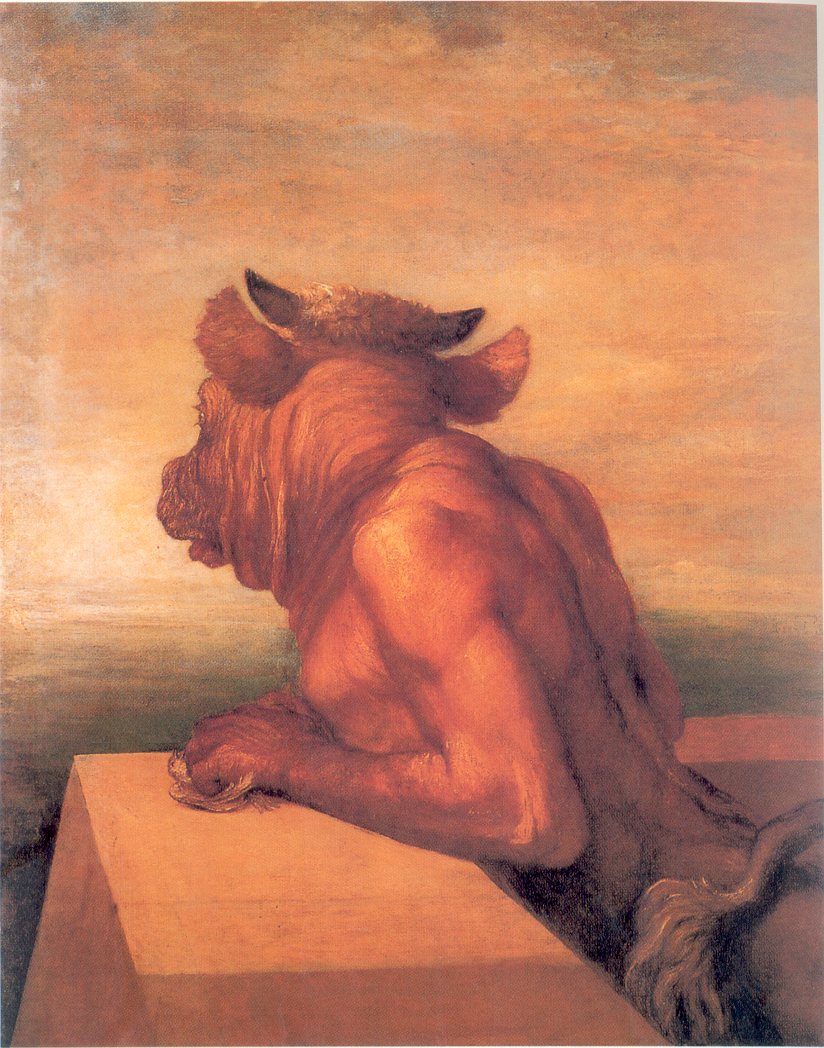
El Minotauro (1885), de George F. Watts.

## Mitología grecorromana
Los monstruos de la Antigüedad pertenecían al linaje de los dioses, por lo que la diferencia entre un ser divino y otro monstruoso se basaba más en su actitud con los mortales que en sus características inherentes. Los monstruos más famosos son aquellos que se enfrentaron con los dioses y con los héroes. Pueden citarse el Minotauro, la hidra de Lerna, Tifón, las gorgonas, las sirenas, los cíclopes, y Escila. En las fábulas, estas figuras se presentan como antagonistas, representando la opresión, la tiranía, y la fuerza destructiva de la naturaleza.

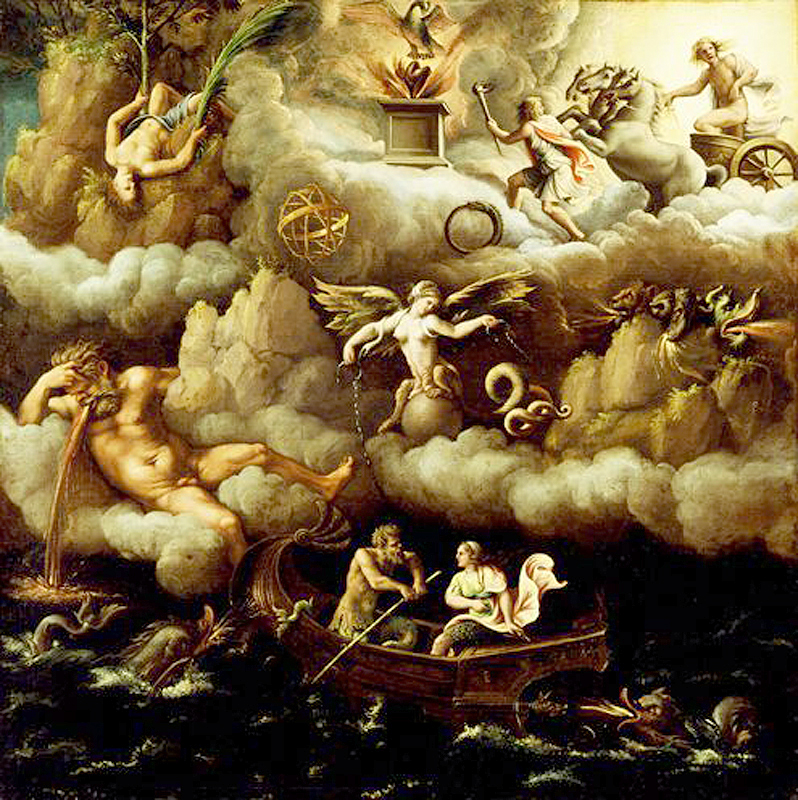
Allegoria dell'immortalità (Alegoría de la inmortalidad), por Giulio Romano.

## Mitología escandinava
Los valores negativos están representados por los jotun, monstruos o gigantes muy emparentados con los dioses. Las definiciones son vagas y sus características se confunden. En general, se habla de gigantes de la escarcha, gigantes de las montañas, ogros, y brujas. Los más famosos son aquellos que se enfrentaron con los dioses (Tiazi, Hrungnir) y los que tendrán un papel central en el Ragnarok (Jörmundgander, Fenrir). Poseen muchos saberes relacionados con la magia y la naturaleza, lo que les permite tomar formas de animales.

## Mitología celta
La cultura celta siempre se mostró temerosa de las fuerzas del mal. Los antiguos celtas tenían a cientos de deidades, pero como sucede con la mayoría de las culturas, también tuvieron a sus demonios. Algunos de los “monstruos” celtas originalmente eran dioses que posteriormente fueron demonizados como criaturas paganas, cuando muchos de los celtas se pasaron al cristianismo. Se destacan como monstruos Banshee, Dullahan, Kelpie.

## Tradición árabe
Se cree que los demonios tienen sus raíces en la religión y mitología mesopotámicas porque tienen rasgos similares a los demonios gallu. Se cree que la conexión proviene de los nómadas de Arabia que interactúan con la civilización mesopotámica y las historias comerciales, como el anticristo. Se sabía que los demonios gallu formaban parte del inframundo y se creía que llevaban a sus víctimas a la tierra de los muertos para devorarlos.
En las Mil y una noches se registran efrits, guls, el ave roc, monos parlantes, además de cierta especie de mujeres serpiente (similares a los nagas del Indostán), entre otros. A lo largo de las narraciones se desarrollan un papel caótico, ayudando a los héroes o causándoles desventuras. No tienen un papel como antihéroes, ya que sus fuerzas están muy por encima de las humanas.

## Galería

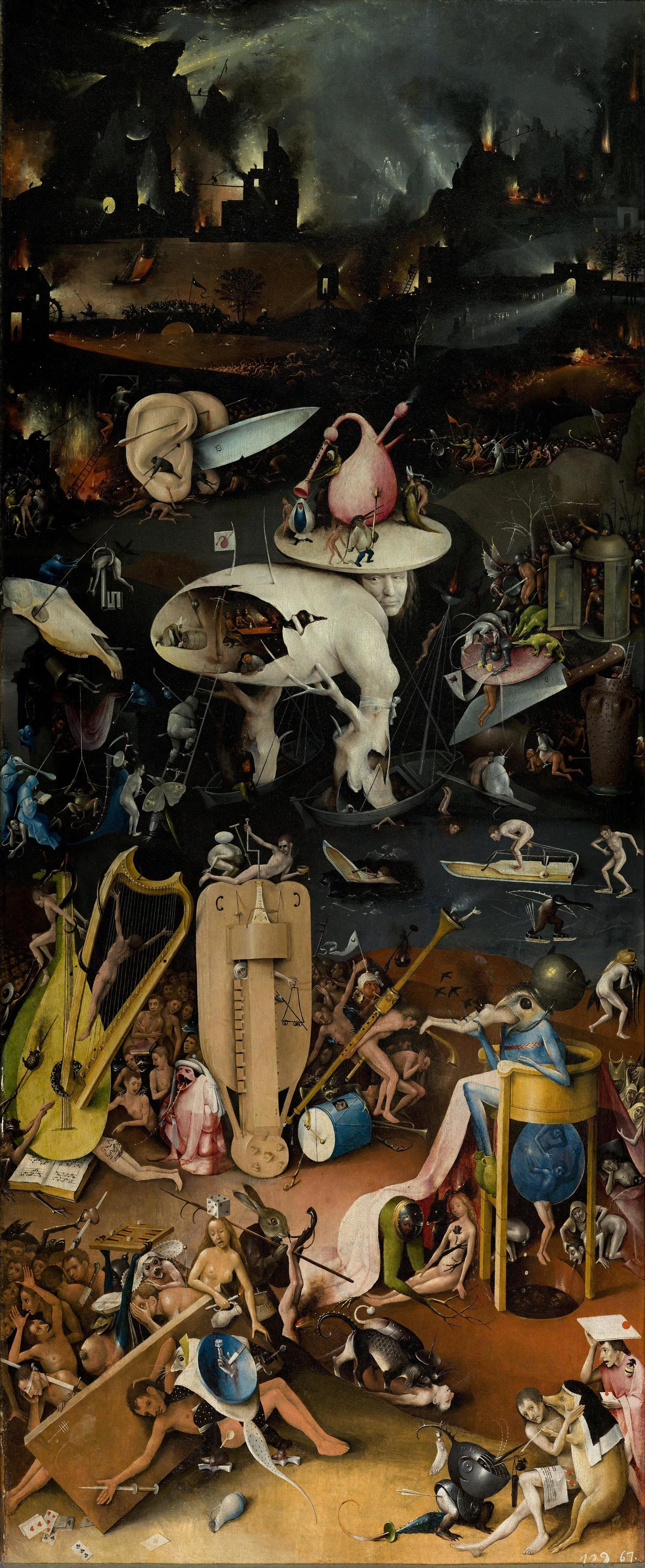
El Jardín de las Delicias, el ala interior derecha (el infierno).
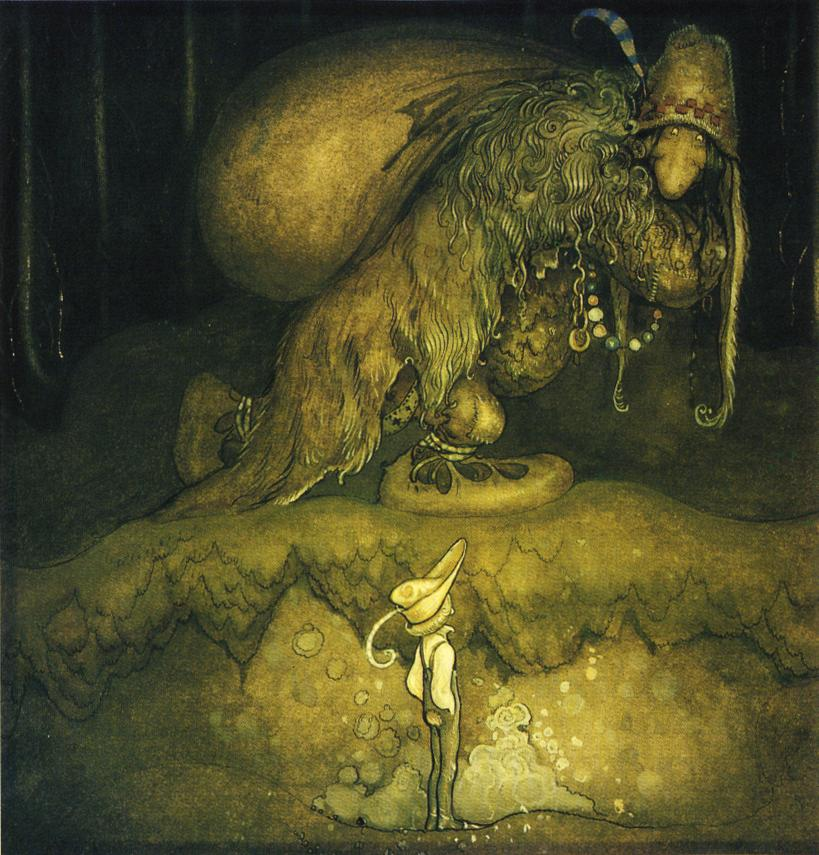
Buenas noches, viejo! el niño recibió. Troll.

## Los monstruos en la leyenda
Algunos de los más famosos son:
- Behemot
- Conde Drácula
- Cerbero
- Caribdis
- Chupacabras
- Quimera
- Cíclope
- Demonio
- Dragón
- Hidra
- Kelpie
- Leviatán
- Gorgonas
- Jörmundgander
- Minotauro
- Escila
- Baba Yaga
- Kurupí
- Frankenstein
- La Momia
- Trol
- Bruja
- Duende
- Vampiros
- Diablo
- Hombre Lobo
- Zombis
- Fantasmas
- Yōkai